# Kvígindisfjörður
Kvígindisfjörður (in lingua islandese: Fiordo della giovenca) è un fiordo situato nel settore nordoccidentale dell'Islanda.

## Descrizione
Kvígindisfjörður è uno dei fiordi della regione dei Vestfirðir. È una diramazione settentrionale del vasto Breiðafjörður.
Ha una larghezza di 1,5 km e penetra per 10 km nell'entroterra. La sponda occidentale forma il promontorio Svínanes. Sulla sponda orientale una strada sterrata passa sulla penisola di Bæjarnes e prosegue fino al fiordo Kollafjörður. All'imboccatura del fiordo ci sono alcune isolette.
Nella parte interna del Kvígindisfjörður c'era una fattoria con lo stesso nome, che è stata abitata fino al 1967. Attualmente in tutto il fiordo non ci sono fattorie abitate in modo continuativo.

## Vie di comunicazione
A differenza dei fiordi vicini, la strada S60 Vestfjarðavegur non tocca le sponde del Kvígindisfjörður.